# Baby Etchecopar
Ángel Pedro Etchecopar, noto anche con lo pseudonimo di Baby (San Fernando, 16 febbraio 1953), è un conduttore radiofonico e conduttore televisivo argentino.

## Biografia
Intraprese la carriera di conduttore a metà anni ottanta fondando la prima FM dell'area nord della Grande Buenos Aires, FM Sí. Nel 2001 passò a Radio 10 dove ha condotto i programmi El Ángel e El Ángel de la Medianoche. Nel febbraio 2013 ha iniziato a condurre sul canale televisivo C5N El Ángel de la Medianoche.
Dopo alcuni anni lontano dalle telecamere, nel 2019, è tornato a condurre un programma televisivo: Basta Baby, su A24.
Nel 2020, dopo quasi vent'anni, Etchecopar ha lasciato polemicamente Radio 10 passando a Radio Rivadavia.

## Cinema
Nel 1999 ha fatto parte del cast della serie televisiva Drácula, mentre tre anni dopo ha fatto parte del cast della serie Contrafuego.

## Vita privata
Etchecopar ha dichiarato di essere radicale ed è noto per le sue posizioni apertamente anti-kirchneriste, anti-abortiste e anti-femministe. Il 12 marzo 2012 tre banditi sono entrati nella sua casa per compiere un furto. Nel corso della rapina i malviventi hanno ferito a colpi di pistola il conduttore e suo figlio. Nelle fasi concitate della rapina Etchecopar ha estratto la sua pistola e sparato contro i ladri uccidendone uno e ferendone un secondo. Per questi fatti è stato prosciolto per legittima difesa.
Nel 2018, dopo alcune sue dichiarazioni in merito alle violenze di genere, fu contestato pubblicamente. In risposta Etchecopar rivelò in diretta alla radio ii nomi ed i numeri di telefono di tre portavoce della Campaña Nacional Contra las Violencias hacia las Mujeres. Per questa azione è stato denunciato e condannato da un tribunale della Città di Buenos Aires a concedere per cinque mesi, nel suo programma radiofonico, dieci minuti settimanali ad esperte del contrasto alla violenza di genere.